# 解放戰爭博物館
解放戰爭博物館是位於孟加拉國達卡的一座博物館，該博物館以紀念孟加拉國解放戰爭為主題，並展示該戰役相關之歷史、文獻、文物等展示。

## 歷史
解放戰爭博物館的籌備始於1990年代，由八位董事組成的委員會發起，包括阿里·扎克、阿萨杜兹曼·努爾、莎拉·扎克、萨尔瓦尔·阿里（Dr. Sarwar Ali） 、莫菲杜爾·霍克 吉亚乌丁·塔里克·阿里（Ziauddin Tariq Ali）、拉比乌尔·侯赛因與H. 阿库·乔杜里（H. Akku Chowdhury）。其目的是為了保存1971年解放戰爭的相關文物和記憶。董事們向大眾募集捐款以籌措博物館的建設資金，同時呼籲大眾提供與戰爭相關的文物，包括個人物品、武器和人骨，並建立與戰爭相關的文件和個人歷史的檔案庫。
多年來，博物館收集了超過21,000件文物（截至2016年），其中一部分作為展品在博物館中展示，還有許多存儲在其檔案室中。博物館自稱為「公民努力的成果」，這是因為博物館的籌款方式是來自大眾的捐款（與孟加拉國政府無關），並且大眾對博物館收藏品的貢獻也是博物館成立的重要貢獻。
從1999年至今，孟加拉國政府每年都向解放戰爭博物館撥款，提供大量資金支持。此外，各種國家和國際機構也為博物館提供資金支援。

### 擴建
由於原有場地空間有限，只能展示約1300件文物，這些文物展示在位於瑟甘巴基察的一棟住宅樓內的展間中。2000年代，董事會決定擴建博物館，以建立一個現代化、先進的公共場所。博物館於2009年舉辦了一場建築設計競賽，建築師坦齊姆·哈桑·塞利姆（Tanzim Hasan Salim）和納希德·法扎納（Naheed Farzana）的設計方案獲得了一等獎。
2013年，位於阿加岡區，新的博物館購得土地並展開施工。最終於2017年4月16日正式對外開放參觀。

## 收藏
博物館展示了四個主要展廳，詳細呈現孟加拉國人民為確立民族身份而長期鬥爭的歷程，從英國統治時期到1947年開始的民主、政治和經濟解放鬥爭，以及長達九個月的解放戰爭。新建築的可用面積為185,000平方英尺。美國一家博物館研究機構則在大樓的四樓和五樓展示文物收藏。
博物館的展廳從孟加拉國的早期歷史開始，涵蓋了孟加拉地區反對英属印度政府的印度独立运动。其中一個重要的展區專注在爭取承認孟加拉語為巴基斯坦官方語言的語言運動，該運動在孟加拉產生了重大影響，並促進了孟加拉文化和獨立運動的起源。
多個展區重點介紹了西巴基斯坦和孟加拉國（當時為東巴基斯坦）之間不斷升級的衝突，特別關注孟加拉民族主義領袖謝赫·穆吉布·拉赫曼的崛起，以及1971年的事件。當時，巴基斯坦軍事統治者叶海亚·汗推遲了巴基斯坦国民议会的召集，而拉赫曼的孟加拉國人民聯盟在該國民議會選舉中贏得多數席次，導致孟加拉推動獨立的呼聲。
展廳中關於解放戰爭的部分，包括孟加拉國人民聯盟建立的穆克蒂巴希尼游擊軍隊的的訓練和行動，以及巴基斯坦軍隊對孟加拉人口的種族滅絕行為。其中則包括西巴基斯坦軍隊遏制孟加拉知識分子、學生、印度教徒和孟加拉國人民聯盟領導人的探照燈行動、戰時難民收容所、以及約一千萬難民湧入鄰近的印度所引起的人道主義危機。同時也涉及了印度對孟加拉國人民聯盟的支持，以及隨後爆發的印巴戰爭，最終導致巴基斯坦軍隊在1971年12月16日投降。
部分文物展示了穆克蒂巴希尼游擊軍隊使用的武器，以及許多穆克蒂巴希尼游擊軍隊戰士和受到巴基斯坦軍隊攻擊的平民受害者個人物品，這些物品是戰爭結束後由他們的家人捐贈的。此外，還展示了從巴基斯坦軍隊殺害平民的萬人塚中找到的人類頭骨和骨骼遺骸。
當前，該博物館參與了許多外展計劃。其中包括與學校合作的項目，以教育青年了解解放戰爭，以及在博物館場地內定期舉行會議和研討會。博物館也支持各種藝術和文化活動。並委託藝術品和合作藝術家藝術項目，舉辦多次藝術展覽。

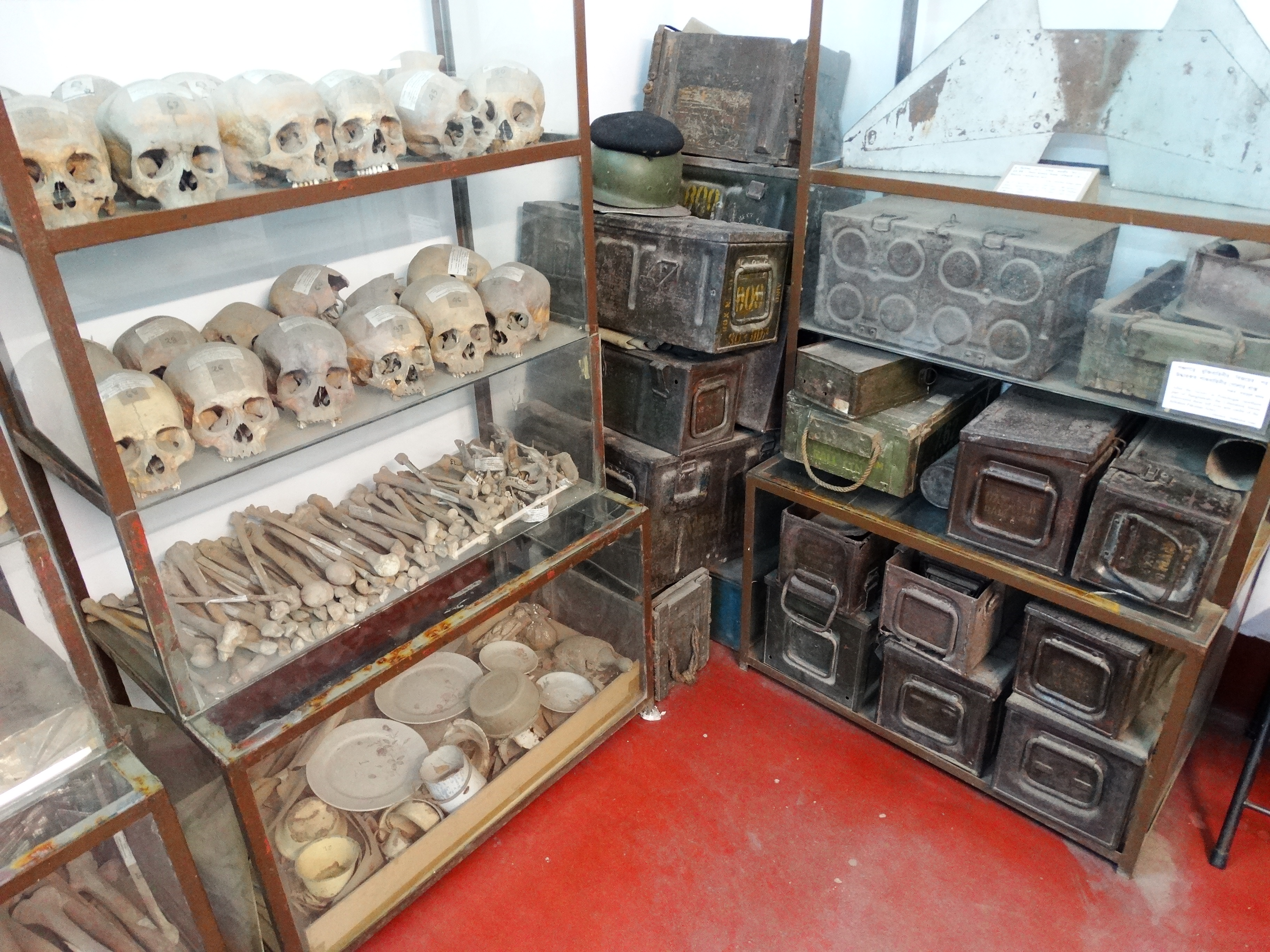
舊博物館所展示的人類遺骸和戰爭物資，攝於2014年。
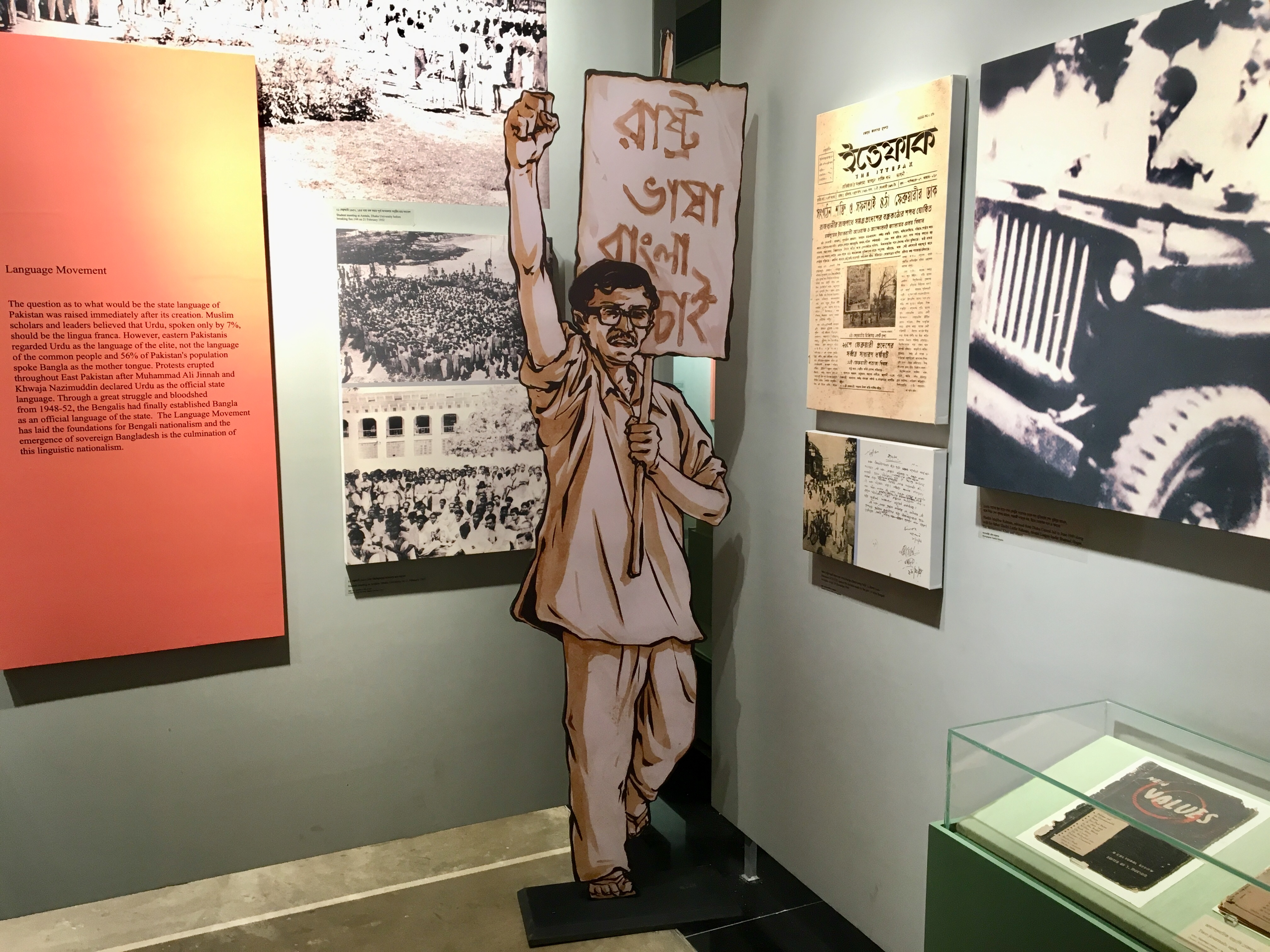
1952年孟加拉語言運動展設間
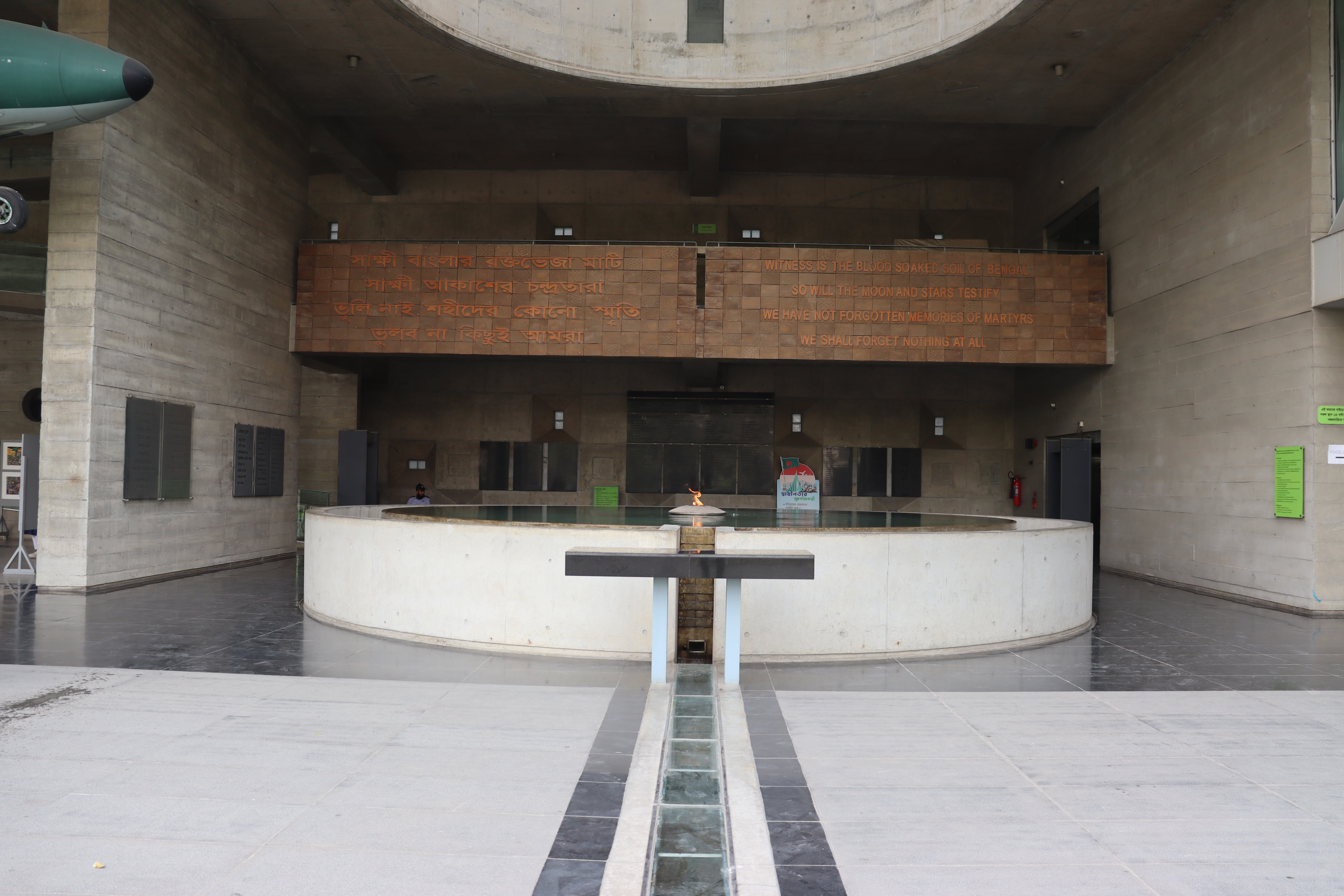
博物館大廳
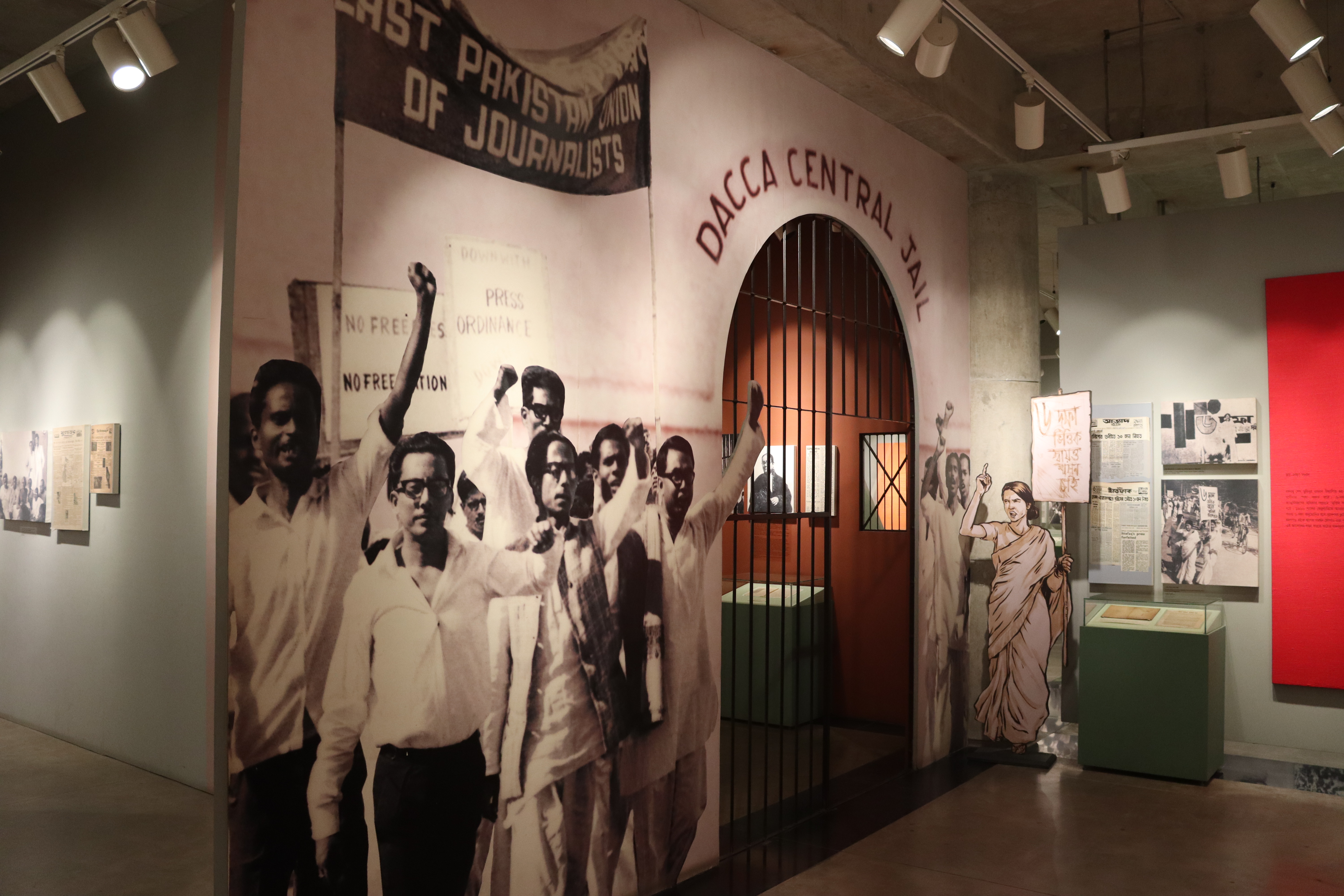
博物館展示間
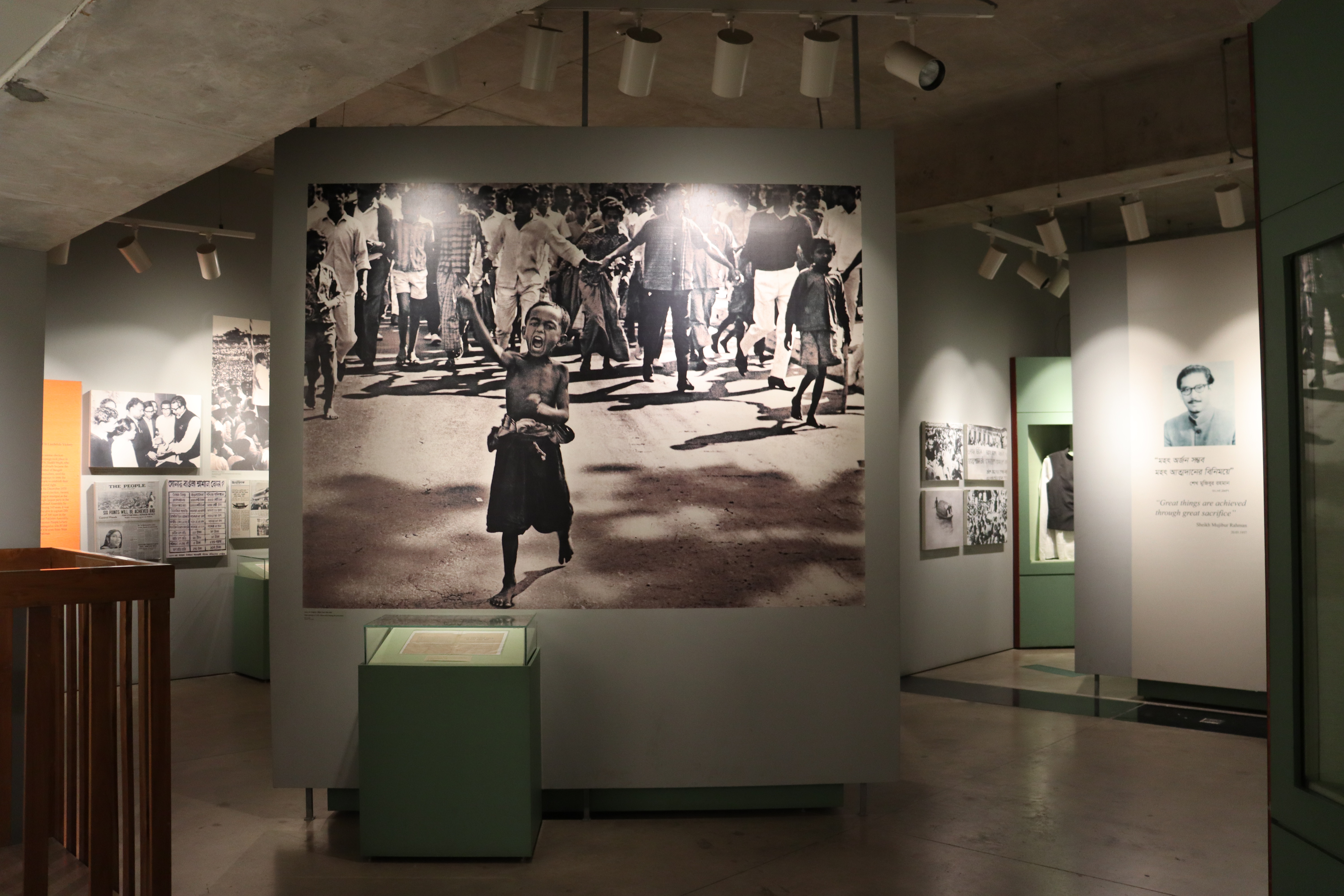
博物館展示間

當前，博物館的多媒體資訊，照片、實物、音頻和影片、檔案文件已經經過數位化處理，可供更廣泛的受眾和國際研究人員訪問。

### 國際交流
2006年，該博物館配備了現代視聽和展覽設備，這是日本政府為了幫助保護孟加拉國獨立運動的文化和遺產而捐贈的。
當前，解放戰爭博物館也是美國博物館聯盟的機構會員。它也是歷史遺址良心博物館國際聯盟的創始成員之一
。

## 批評
- 該博物館被指控進行審查並淡化對比哈爾人的迫害。並將針對桑塔哈爾大屠殺（英语：Santahar_massacre）稱為「孤立事件」，而非「有系統的種族滅絕」。[10]

- 2020年，博物館撤下了與1971年有關美國文件的書籍。[11]

## 外部連結
- 解放戰爭博物館 - 官方網站 （页面存档备份，存于）
- 解放戰爭博物館的Facebook專頁